# مقبرة ذات ممرات

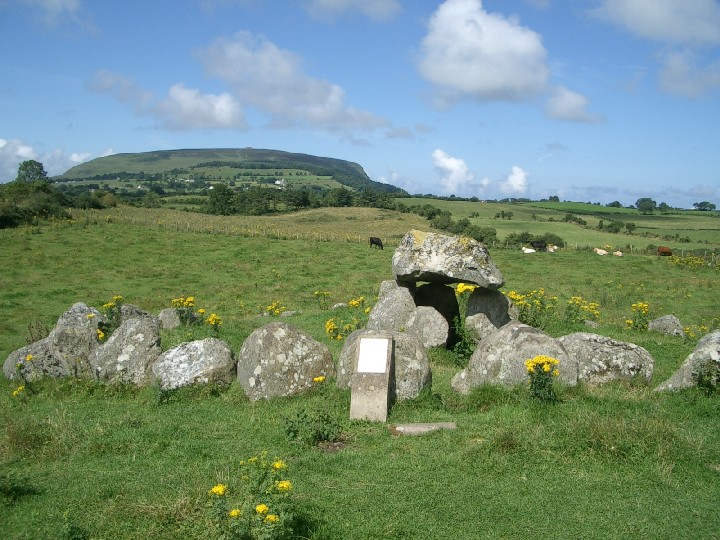
مقبرة بسيطة ذات ممرات في كارومور بجوار سليجو بأيرلندا

إن المقبرة ذات الممرات (في بعض الأحيان تكون متصلة) أو المقابر ذات الممرات تحتوي على ممر ضيق مصنوع من الأحجار الكبيرة وواحدة أو أكثر من غرف الدفن المغطاة تحت الأرض أو بالأحجار. وكان عادةً يتم بناء المقابر على شكل ممرات باستخدام أحجار ميغاليث وأحجار أصغر حجمًا، والتي يرجع تاريخها عادةً إلى العصر الحجري الحديث. وقد تحتوي تلك المقابر ذات الغرفة الواحدة على غرف فرعية متعددة تؤدي إلى طريق من غرفة الدفن الرئيسية إلى الخارج. وهناك تصميم واحد مشترك للمقابر ذات الممرات صليبية الشكل وهو أنها تتميز بالشكل الصليبي. ففي بعض الأحيان تتم تغطية المقابر ذات الممرات بركام الحجارة، وخاصة تلك التي يعود تاريخها إلى أوقات ماضية. ولا تحتوي كل المقابر ذات الممرات على دليل بوجود بقايا بشرية. وأحد هذه الأمثلة هي المقبرة مايسهاو.
غالبًا ما تتسم المقابر ذات الممرات التي من نوع ركام الحجارة بالأسقف المصنوعة من الطنف بدلاً من الألواح البسيطة. ولقد تم التعرف على فن ما قبل التاريخ محفورًا على الأحجار في بعض المواقع. وفي عدد من النماذج الواضحة، يتوازى الممر ذاته بشكل يُدخل أشعة الشمس إلى الممر في مكان محدد في العام، على سبيل المثال عند شروق الشمس على الانقلاب الشمسي أو عند غروب الشمس على الاعتدالين.

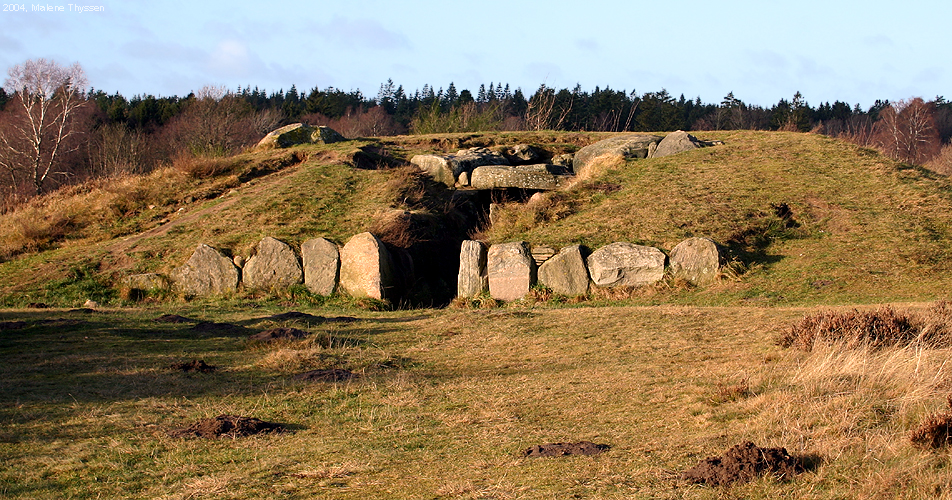
مقبرة توستروب - ديسيرن، وهو القبر الأكبر ذو الممرات في يوتلاند الشرقية هي مثال عن ثقافة الدوارق حوالي 3200 قبل التاريخ.

في دراسة عام 1961 حول المقابر المغليثية في أيرلندا، وصف العالمان الأيرلنديان شون أوه نولان وروادري دي فاليرا أربعة تصنيفات من المقابر المغليثية: ركام الحجارة للفناء ودولمن المداخل ومقابر العرض التي على شكل إسفيني والمقابر ذات الممرات. This appears to be one of the first uses of the term passage tomb. فمن المحتمل اقتباس الكُتاب من المصطلح الإسباني tumbas de corredor، والذي يطلق على المقابر الموجودة في منطقة كانتابريا ومنطقة جاليسيا وبلاد البشكنش. ومن ضمن القائمة، تتسم المقابر ذات الممرات فقط بالانتشار في جميع أنحاء أوروبا.
تنتشر المقابر ذات الممرات بشكل متسع في الأراضي على طول ساحل المحيط الأطلسي من أوروبا. وقد تم العثور عليها في أيرلندا وبريطانيا وإسكندنافيا وألمانيا الشمالية ومنطقة درينته من هولندا. كما عُثر عليها في أيبيريا وبعض مناطق البحر الأبيض المتوسط وعلى طول الساحل الشمالي من أفريقيا. وكانت تتسم المقابر ذات الممرات في الوقت الماضي بشكل دولمنات صغيرة. وفي أيرلندا وبريطانيا، غالبًا ما يُعثر على المقابر ذات الممرات في شكل تجمعات كبيرة، مما تسبب في ظهور المصطلح «المقابر ذات الممرات». ولقد تم بناء مقابر ذات ممرات أخرى على قمم التلال أو الجبال، مما يشير إلى أن من بناها كان يرغب في إمكانية رؤيتها من مسافة بعيدة.